# Melanagromyza rohdendorfi
Melanagromyza rohdendorfi är en tvåvingeart som beskrevs av Spencer 1966. Melanagromyza rohdendorfi ingår i släktet Melanagromyza och familjen minerarflugor. Inga underarter finns listade i Catalogue of Life.